# Joakim Haeggman
Joakim Haeggman, född 28 augusti 1969 i Kalmar, är en svensk professionell golfspelare.
Haeggman började att spela golf vid sex års ålder och som 16-åring hade han 0 i handicap. Han blev professionell 1989 och 1990 blev han utsedd till årets nykomling på Europatouren. 1993 vann han sin första proffstävling i Spanish Open och hade tio placeringar bland de tio främsta på 17 tävlingar. Detta resulterade i att han blev den förste svensken som kom med i Europas Ryder Cup-lag där han deltog i två matcher. Dels förlorade han en bästbollsmatch tillsammans med spanjoren Olazabal mot Floyd/Stewart och dels vann han en singelmatch sista dagen mot John Cook. 
1994 kom Haeggmans andra seger, i Malaysia, men han råkade också ut för sin första av två allvarliga skador – båda orsakade av aktiviteter på is. Han spelade skadad i två år och 1997 vann han i hemmatävlingen, Scandinavian Masters, på Barsebäck GCC med fyra slag när han gick på 18 under par. Efter den segern har han vunnit ytterligare två proffstävlingar, senast i Qatar 2004.
2004 deltog han i Ryder Cup som assisterande kapten.
Haeggman har spelat in över 36 miljoner kronor under sin karriär. Joakim Haeggman är medlem i Kalmar GK och han ingår för närvarande i klubbens bankommitté. 

## Meriter

### Segrar på Europatouren
- 1993 Spanish Open
- 1997 Volvo Scandinavian Masters
- 2004 Qatar Masters

### Segrar påChallenge Tour
- 1990 Wermland Open
- 1992 SI Compaq Open
- 2008 AGF Allianz Open

### Övriga proffssegrar
- 1992 Center Open (Argentina)
- 1994 Malaysian Open
- 2001 King Hassan II Trophy